# Ordinateur transportable
 (novembre 2011).
Si vous disposez d'ouvrages ou d'articles de référence ou si vous connaissez des sites web de qualité traitant du thème abordé ici, merci de compléter l'article en donnant les références utiles à sa vérifiabilité et en les liant à la section « Notes et références ».

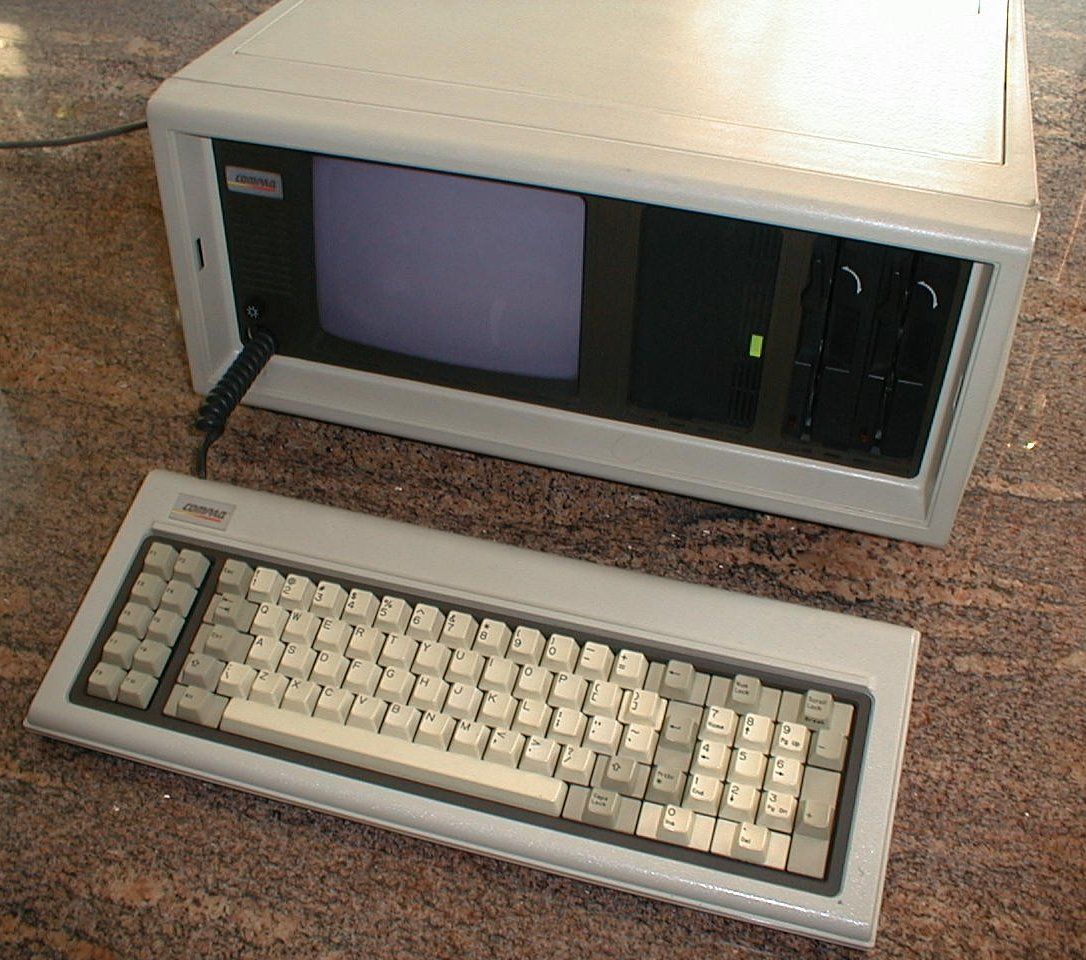
Ordinateur Compaq, un des premiers ordinateurs transportables.

Un ordinateur transportable est un ordinateur portable plus lourd que la moyenne. Les ordinateurs transportables, de par leur nature, sont généralement des micro-ordinateurs. Les ordinateurs transportables, en raison de leur taille, sont aussi communément appelé lunchbox ou luggable ordinateurs[réf. nécessaire]. Ils peuvent aussi être appelés « postes de travail transportables » ou « PC transportables ».
L'avantage principal d'un ordinateur transportable est l'utilisation de la norme des cartes mères ou des fonds de panier fournissant des plug-in de slots pour cartes additionnelles.

## Histoire
Les précurseurs des ordinateurs de bureau de remplacement étaient les ordinateurs portables du début au milieu des années 1980 comme l'Osborne I, le Kaypro II, le portable Compaq et le Commodore. Ces ordinateurs disposaient d'une alimentation CPU, d'un écran, d'un lecteur de disquette et d'une alimentation électrique, le tout en un seul boîtier. Ayant des performances similaires aux ordinateurs de bureau de l'époque, ils étaient relativement transportables et étaient vendus avec un clavier connecté pouvant être rabattu comme un couvercle de protection lorsqu'ils n'étaient pas utilisés. Ils pouvaient être utilisés n'importe où l'espace était suffisant et une prise électrique était disponible, car ils n'avaient pas de batterie.
Le développement du facteur de forme portable a donné une nouvelle impulsion au développement de l'ordinateur portable. Beaucoup des premiers ordinateurs portables possédaient des fonctionnalités limitées concernant la portabilité, ce qui nécessitait des accessoires réduisant encore plus la mobilité, tels que des lecteurs de disquettes externes ou des dispositifs de pointage à boule de commande (ou trackball). L'un des premiers ordinateurs portables relativement autonomes était l'EUROCOM 2100 basé sur le CPU 8088 d'architecture Intel, il reproduisait la fonctionnalité des modèles de bureau sans nécessiter une station d'accueil externe.
Le développement de l'informatique moderne a fait en sorte que la plupart des ordinateurs portables soient utilisés à un endroit semi-permanent, souvent en restant connectés en permanence à une source d'alimentation externe. Cela suggère qu'un marché existait pour cette catégorie d'ordinateur portable qui pouvaient profiter de la réduction du besoin de l'utilisateur concernant la portabilité, ce qui permet aux composants d'être plus performants, d'une plus grande évolutivité et les écrans de meilleure qualité. Les ordinateurs de bureau de remplacement sont également souvent utilisés avec un réplicateur de ports, pour profiter pleinement du confort d'un bureau fixe.

## Composition
Certains ordinateurs portables, notamment destinés aux jeux vidéo, sont particulièrement puissants et embarquent des composants puissants et sont généralement plus gros et lourds que des ordinateurs portable de milieu de gamme (exemple : ordinateurs Alienware, gamme Qosmio de Toshiba, gamme ROG d'Asus…).
- Unité centrale de traitement (CPU) : les processeurs pour ordinateur transportable sont plus économes en énergie et produisent moins de chaleur que les processeurs de bureau, mais ne sont pas aussi puissants. Il existe une large gamme de processeurs conçus pour les ordinateurs transportables disponibles à partir d'Intel (Pentium M, Celeron M, Intel Core et Core 2 Duo), AMD (Athlon, Turion 64, et Sempron), VIA technologies, Transmeta et autres.
- Certains ordinateurs transportables ont des processeurs amovibles, bien que le support par la carte mère puisse être limité à des modèles spécifiques. Dans d'autres transportables, la CPU est soudé sur la carte mère et elle est non remplaçable.
- De même que pour les processeurs, les cartes graphiques sont le plus souvent soudées à la carte mère. Elles sont parfois amovibles, notamment celles au format MXM (Mobile PCI-Express Module). Les processeurs graphiques intégrés au processeur sont souvent complémentaires à la carte graphique principale dans les transportables, permettant d'utiliser le processeur graphique, moins puissant, pour économiser l'énergie, lorsque peu de calcul graphique est demandé.
- stockage interne ou puissance : les disques durs sont physiquement plus petits que 64 mm ou 46 mm par rapport aux bureaux 89 mm. Certains ordinateurs portables récents (généralement les ultraportables ou les modèles très performants) emploient du stockage à mémoire flash (SSD) plus cher, mais plus rapide, plus léger et économe en énergie. Actuellement de 250 à 1 000 Go sont des tailles communes pour les disques durs portables (64 à 512 Go pour les SSD). Certains modèles disposent même de deux à trois emplacements de stockage, pouvant, au choix, utiliser un ou des disques durs ou SSD.